# Bogislaw II.

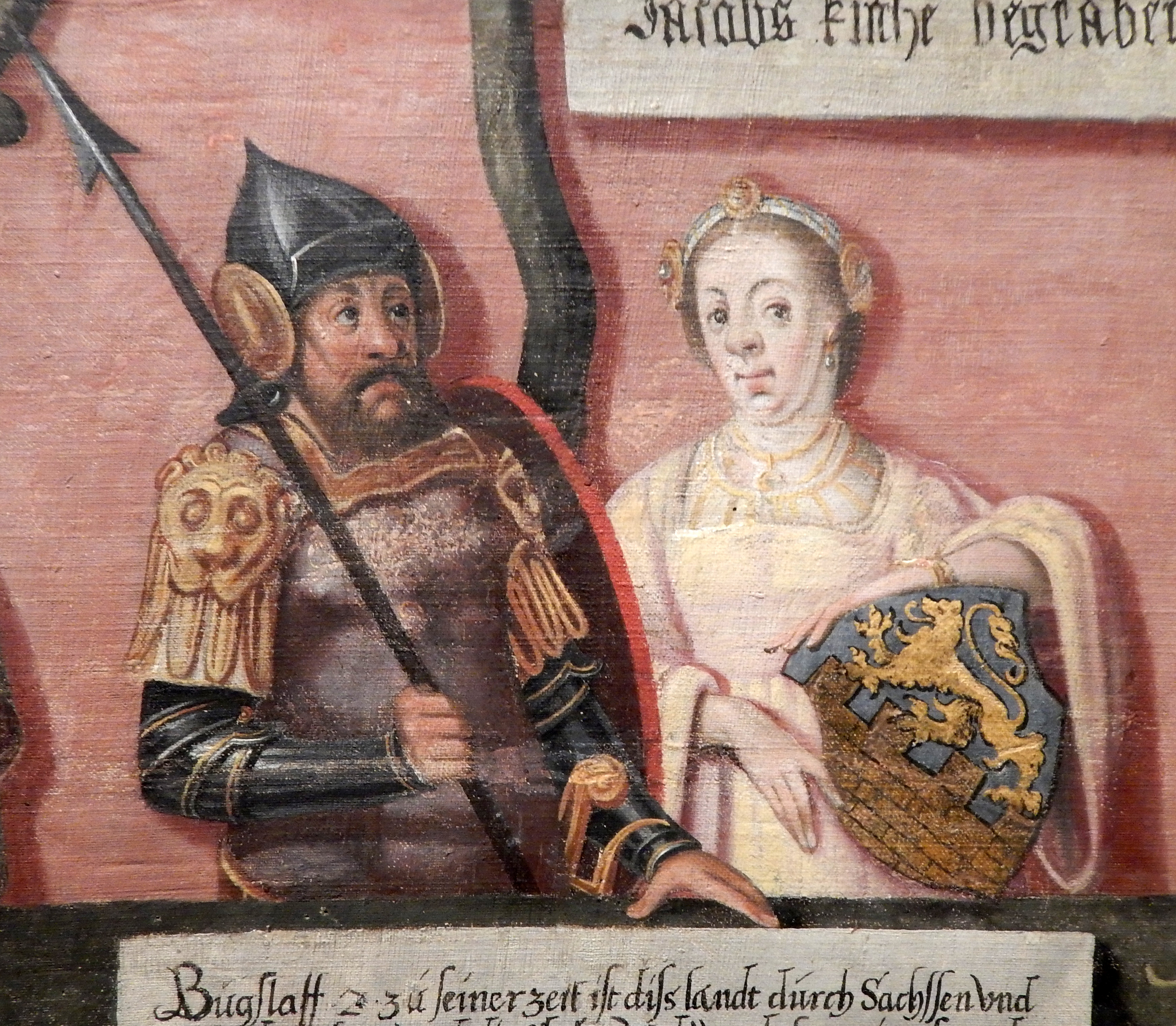
Bogislaw II. mit seiner Gemahlin Miroslawa von Pommerellen, aus dem Stammbaum der Greifen von Cornelius Krommeny, 1598.

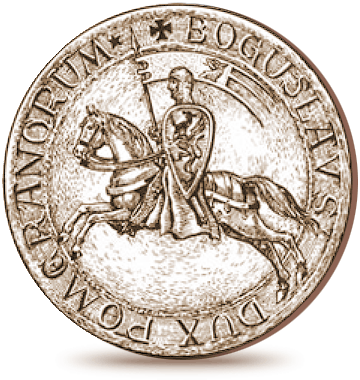
Petschaft Bogislaws II.

Bogislaw II. (* um 1177; † 23. Januar 1220) war Herzog von Pommern.

## Leben und Leistungen
Bogislaw II. stand gemeinsam mit seinem Bruder Kasimir II., da ihr Vater Bogislaw I. noch während ihrer Minderjährigkeit im Jahr 1187 starb, unter der Vormundschaft ihrer Mutter Anastasia und Wartislaws II. von Stettin, aus der Nebenlinie der Swantiboriden, welcher in den Urkunden als Landvogt oder vicedominus terrae bezeichnet wird.
Nach vergeblichen Versuchen, sich von der dänischen Oberhoheit loszusagen, musste sich die Herzogin-Mutter mit ihren Söhnen nach Dänemark begeben, um persönlich ihr Lehn aus den Händen des Königs Knut VI. zu empfangen. Der dänische Einfluss machte sich in der Folge auch dadurch geltend, dass in dem Krieg mit Jaromar von Rügen der letztere an Stelle Wartislaws zum Vormund und Verwalter bestellt wurde und Pommern durch die Entscheidung zu Nyborg das strittige Gebiet von Wolgast und Loitz verlor. Ebenso erfolglos blieb der von den Herzögen im Jahr 1209 gegen Jaromar und die unter seinem Schutz aufblühende Stadt Stralsund unternommene Krieg; endlich aber wurden die Grenzstreitigkeiten beider Nachbarländer auf einem Reichstag in Dänemark im Jahr 1216 beigelegt, und die Lehnsverbindung mit diesem Reich auch durch eine Vermählung Kasimirs mit der dänischen Fürstin Ingardis befestigt.
In dem bald darauf zwischen Brandenburg und Dänemark ausbrechenden Kampf schlug zwar Markgraf Otto II. entscheidend das dänische Heer unter Peter von Roeskilde und bewältigte auch Pommern, vermochte letzteres jedoch nicht dauernd zu behaupten; vielmehr blieb das Herzogtum unter dänischer Oberhoheit, zumal während des Thronstreites zwischen dem Hohenstaufen Philipp und dem Welfen Otto König Waldemar II. ganz Norddeutschland in Besitz nahm und als Herrscher der Dänen, Slawen, Jüten und Nordalbingier die Macht Dänemarks auf den Gipfel erhob. Auch wurde dieser Okkupation sogar die Anerkennung des deutschen Reiches zu Teil; denn während sich der welfische Kaiser Otto IV. zu Weißensee in Thüringen mit Albrecht II. von Brandenburg verbündete, wandte sich König Waldemar von nun an dem hohenstaufischen Thronbewerber zu und empfing dafür von Friedrich II. in Metz (1214) unter päpstlicher Bestätigung die Belehnung mit allen jenseits der Elbe und Elde gelegenen deutschen und slawischen Gebieten, welche er auch in Gemeinschaft mit den pommerschen Herzögen gegen die brandenburgischen Angriffe siegreich behauptete.
Nachdem durch diese Abwehr und die Grenzberichtigung zwischen Pommern und Rügen im Jahr 1216 der Friede hergestellt war, begann auch Pommern wieder zu erstarken und aufzublühen: nicht nur wurde die Herrschaft der Herzöge in Gützkow und Demmin gesichert, sondern auch durch die Einwanderung deutscher Kolonisten und das von Joromar am Anfang des 13. Jahrhunderts gestiftete Kloster Eldena die Kultur des Landes wesentlich gefördert. Auch die Anwesenheit des Bischofs Christian, welcher die baltischen Prußen zum Christentum bekehren sollte, war für die kirchlichen Verhältnisse Pommerns von hoher Bedeutung. Unter seiner Mitwirkung erneuerten die Herzöge das verödete Kloster Dargun und erhielt der altersschwache Camminer Bischof  Sigwin im Jahr 1219 in dem Dompropst Konrad einen kräftigen Nachfolger. Auch schloss sich Bogislaw dem Kreuzzug gegen die Prußen an. Nachdem Kasimir im Jahr 1217 auf einem Zug nach Palästina verstorben war, führte Bogislaw II. allein noch mehrere Jahre eine friedliche Regierung bis zu seinem Tode, und wurde nach der Sage in Keniz, der von ihm an der Oder gegen die Märker erbauten Grenzburg, beigesetzt.

## Ehe und Nachkommen
Bogislaw II. war mit Miroslawa, einer Tochter von Herzog Mestwin I. von Pommerellen, verheiratet. Aus dieser Ehe stammen:
1. Barnim I. (* um 1210; † 1278)
2. Woislawa († 1229)
3. Dobroslawa  ⚭ NN von Gützkow